# David Abell (componist)
David Abell, ook wel geschreven als Ebel, Abel of Æbel, (overleden ca. 1576) was een Duits-Deense componist en organist. Hij diende aan het koninklijke hof van Denemarken en was tussen 1555 en 1572 hoofdorganist van de Marienkirche in de Duitse stad Lübeck.

## Biografie
Het is onbekend waar en wanneer David Abell werd geboren. In 1551 was hij als organist werkzaam in het Kantoriet, het koor en orkest van de Deense koning, tot 1559 koning Christiaan III. Rond deze periode componeerde hij enkele zes-stemmige canons en een vijf-stemmige variatie op een levendige volksmelodie. Deze zijn bewaard gebleven in de collectie van het Kantoriet.
In 1555 werd Abell gekozen en aangesteld als organist van de Marienkirche in Lübeck. In 1572 nam hij ontslag nadat hij door het Deense hof was gevraagd terug te keren volgend op een reorganisatie van de hofkapel. Hij werd in de plaats van Arnold de Fine aangesteld als hoforganist, nadat De Fine was aangesteld als nieuwe dirigent. Daarnaast kreeg Abell de taak om blaasinstrument spelers aan te stellen en over hen toezicht te houden. 
In oktober 1576 werden zijn taken, alsmede zijn woning, overgedragen aan anderen. Waarschijnlijk is David Abell rond deze tijd overleden.

## Composities (selectie)
- Praeludium et Canzona in d
- In dulci jubilo a 6